# 傅泾波
傅泾波（英文名：Philip Fugh，1900年—1988年10月27日），名永清，满洲正红旗人，富察氏，生於北京，中国社会活动家。

## 生平
傅泾波出生于清朝的贵族家庭，父亲傅瑞卿接受西方思想與及信仰基督教，与司徒雷登熟识。1917年，就读于北大的傅泾波在天津青年会听司徒雷登演讲。1920年，他转学至司徒雷登任校长的燕京大学，后不幸患肺病，疗养期间司徒雷登及其家人常来探视，此后傅家与司徒家极为亲近。1922年，傅泾波接受司徒雷登的洗礼，正式成为基督徒。1924年，傅自燕大政治系毕业。1925年，与基督徒刘倬汉女士（字洁云，1898年-1996年）结婚。傅泾波交际圈很广，他义务协助司徒雷登的工作，经傅的介绍，司徒雷登认识了不少政经界要人。
1930年梅兰芳访美，傅泾波为梅兰芳的宣传员。
1941年底太平洋战争爆发，司徒雷登被日军监禁。1945年8月，日本宣布战败投降。1946年7月，司徒雷登被任命为美国驻华大使，傅泾波以“大使私人顾问”的名义，在大使馆协助司徒雷登的工作。1949年4月23日，解放军占领南京，司徒雷登与傅泾波未撤离。8月2日，司徒雷登和傅泾波一家前往美国，三个月后司徒中风卧床，傅泾波夫妇照顾其饮食起居。1962年9月18日，司徒雷登去世，傅泾波将其骨灰捧回，希望将来可以将其合葬于燕京大学司徒夫人的墓地。
1973年，傅泾波受邀访问中国大陆，在临湖轩与故友会面，观看样板戏，并前往东北参观炼钢厂和大庆油田。十个月后，返回美国。1982年，傅泾波访问台湾。1984年，再次访问中国大陆。1988年10月27日，傅泾波在美国去世。

## 评价
司徒雷登在《在华五十年》一书中所言“傅泾波之于我，就像我的儿子、同伴、秘书和联络官。”傅斯年回代總統李宗仁和談的信中說：「司徒大使實一糊塗人，傅涇波尤不可靠，彼等皆不足代表美國，今日希望以美國之助，與共產黨取和乃絕不可能之事也。」黃仁霖則指傅泾波是中共安插在司徒雷登身邊的角色，使司徒雷登與馬歇爾無意中幫助了中共。

## 家庭
- 父亲傅瑞卿
- 妹妹傅君哲（1910年-1966年7月）：在北平女子师范大学读书时参加了一二九学生运动。抗战爆发后，赴延安进入陕北公学学习，由燕京大学校友黄华介绍入党。1940年傅君哲和张国栋结婚被派往川东开展地下工作，在丰都县石城中学任教。1942年川东特委被破获，张国栋被杀，傅君哲被捕后与重庆卫戍区涪陵稽查所所长胥光辅中校结婚。抗战胜利后，胥光辅调任平津区铁路局警务处副处长，升少将。二人生育三个儿子。1949年1月胥光辅调任云南绥靖公署保防处副处长、国防部保密局云南站副站长。1949年12月胥光辅被捕，1951年3月21日被镇压。傅君哲带3个儿子被下放到胥光辅的家乡南充县琉璃乡二村一社（现嘉陵区金宝镇十四村七组）管制。

### 夫人
- 刘倬汉

### 子女
- 傅暖泠
- 傅铎若
- 傅海澜
- 傅履仁，美國陸軍少將，首位华裔陆军將領，原美国华裔百人会会长。